# Parydra formosana
Parydra formosana är en tvåvingeart som beskrevs av Cresson 1937. Parydra formosana ingår i släktet Parydra och familjen vattenflugor.
Artens utbredningsområde är Taiwan. Inga underarter finns listade i Catalogue of Life.